# شين سونغ-مو
شين سونغ-مو هو سياسي كوري جنوبي، ولد في 20 أكتوبر 1891 في محافظة وريونغ في كوريا الجنوبية، وتوفي في 29 مايو 1960 في سول في كوريا الجنوبية بسبب مرض. نشط حزبياً في مستقل. وقد انتخب رئيس وزراء كوريا الجنوبية.